# Liste der denkmalgeschützten Objekte in Kilb
Die Liste der denkmalgeschützten Objekte in Kilb enthält die 15 denkmalgeschützten, unbeweglichen Objekte der Gemeinde niederösterreichischen Kilb.

## Denkmäler
| Foto |                 | Denkmal | Standort                                                 | Beschreibung | Metadaten |
| ---- | --------------- | --- | -------------------------------------------------------- | --- | --- |
| ja   | Datei hochladen | Kettenreithaquädukt HERIS-ID: 111614 Objekt-ID: 129603seit 2012                                                    | Kettenreith 4a, bei Standort KG: Kettenreith             | Die II. Wiener Hochquellenwasserleitung ist eine 183 Kilometer lange Trinkwasser-Versorgungsleitung für die Stadt Wien. Sie wurde auf Betreiben von Karl Lueger errichtet und nach zehnjähriger Bauzeit am 2. Dezember 1910 als II. Kaiser-Franz-Josef-Hochquellenleitung eröffnet. | BDA-Hist.: Q37825460 Status: Bescheid Stand der BDA-Liste: 2025-06-30 Name: Kettenreithaquädukt GstNr.: 1309/1, 1308/1, 853/6, 842/1, 842/2, 769/1, 840/3                                                                                     |
| ja   | Datei hochladen | Kanalbrücke Teufelsbach HERIS-ID: 111616 Objekt-ID: 129605seit 2012                                                | Standort KG: Kettenreith                                 | Die II. Wiener Hochquellenwasserleitung ist eine 183 Kilometer lange Trinkwasser-Versorgungsleitung für die Stadt Wien. Sie wurde auf Betreiben von Karl Lueger errichtet und nach zehnjähriger Bauzeit am 2. Dezember 1910 als II. Kaiser-Franz-Josef-Hochquellenleitung eröffnet. Die Kanalbrücke Teufelsbach verbindet die Katastralgemeinden Rametzberg und Kettenreith. | BDA-Hist.: Q37825482 Status: Bescheid Stand der BDA-Liste: 2025-06-30 Name: Kanalbrücke Teufelsbach GstNr.: 588/14, 588/5 Kanalbrücke Teufelsbach Kilb                                                                                        |
| ja   | Datei hochladen | Panschachaquädukt HERIS-ID: 111615 Objekt-ID: 129604seit 2012                                                      | Standort KG: Kettenreith                                 | Die II. Wiener Hochquellenwasserleitung ist eine 183 Kilometer lange Trinkwasser-Versorgungsleitung für die Stadt Wien. Sie wurde auf Betreiben von Karl Lueger errichtet und nach zehnjähriger Bauzeit am 2. Dezember 1910 als II. Kaiser-Franz-Josef-Hochquellenleitung eröffnet. | BDA-Hist.: Q37825472 Status: Bescheid Stand der BDA-Liste: 2025-06-30 Name: Panschachaquädukt GstNr.: 588/16, 592/1, 612/9, 617 Panschachaquädukt Kilb                                                                                        |
| ja   | Datei hochladen | 3 Einsteigtürme (65, 66, 67), 2 Kanalbrücken (Hummelbach, Umbachkogel) HERIS-ID: 111613 Objekt-ID: 129602seit 2012 | Hummelbach 2 Standort siehe Beschreibung KG: Kettenreith | Die II. Wiener Hochquellenwasserleitung ist eine 183 Kilometer lange Trinkwasser-Versorgungsleitung für die Stadt Wien. Sie wurde auf Betreiben von Karl Lueger errichtet und nach zehnjähriger Bauzeit am 2. Dezember 1910 als II. Kaiser-Franz-Josef-Hochquellenleitung eröffnet. In diesem Abschnitt befinden sich die Einsteigtürme 65 (Lage), 66 (Lage), 67 (Lage) und die beiden Kanalbrücken Hummelbach (Lage) und Umbachkogel (Lage). | BDA-Hist.: Q37825452 Status: Bescheid Stand der BDA-Liste: 2025-06-30 Name: 3 Einsteigtürme (65, 66, 67), 2 Kanalbrücken (Hummelbach, Umbachkogel) GstNr.: 784/2, 612/9, 1302, 785, 238/3, 759, 230/1, 231/2 Hochquellenwasserleitung in Kilb |
| ja   | Datei hochladen | Taverne des Stiftes Melk HERIS-ID: 34161 Objekt-ID: 32139                                                          | Kettenreith 5 Standort KG: Kettenreith                   | Die ehemalige Taverne des Benediktinerstiftes Melk wird auf die Zeit zwischen 1700 und 1800 datiert. | BDA-Hist.: Q37956618 Status: Bescheid Stand der BDA-Liste: 2025-06-30 Name: Taverne des Stiftes Melk GstNr.: .32/1 Taverne des Stiftes Melk Kettenreith                                                                                       |
| ja   | Datei hochladen | Wohn- und Geschäftshaus HERIS-ID: 34162 Objekt-ID: 32144                                                           | F.W.Raiffeisenplatz 1 Standort KG: Kilb                  | Das im 13. Jahrhundert errichtete Haus verfügt im Inneren über eine ehemalige Kapelle aus der Bauzeit mit gotischem Gratgewölbe. 1418 wurde es dem Stift Göttweig geschenkt. Ein Pfeiler in der Bogengalerie im ersten Stock des Gartentraktes ist mit 1568 bezeichnet. Da sich in diesem Haus einst eine Gerberei befand, ist es lokal als „Ledererhaus“ bekannt. | BDA-Hist.: Q37956645 Status: Bescheid Stand der BDA-Liste: 2025-06-30 Name: Wohn- und Geschäftshaus GstNr.: 1302/2 Verwaltungs- und Bürogebäude Kilb                                                                                          |
| ja   | Datei hochladen | Pest-/Dreifaltigkeitssäule HERIS-ID: 78013 Objekt-ID: 91653                                                        | vor Hürmerstraße 7 Standort KG: Kilb                     | Am nördlichen Ortsende an der Straße nach Hürm erinnert eine Pest-/Dreifaltigkeitssäule an die Pestepidemien des späten 17. und frühen 18. Jahrhunderts. Die Säule selbst ist wohl älter und erhielt erst nachträglich ihre religiösen Symbole. | BDA-Hist.: Q38151110 Status: § 2a Stand der BDA-Liste: 2025-06-30 Name: Pest-/Dreifaltigkeitssäule GstNr.: 1382/2 |
| ja   | Datei hochladen | Kath. Pfarrkirche hll. Simon und Judas HERIS-ID: 49988 Objekt-ID: 54428                                            | bei Kirchenplatz 2 Standort KG: Kilb                     | Die gotische Pfarrkirche in Kilb wurde ab der zweiten Hälfte des 15. Jahrhunderts errichtet. 1486 war sie teilweise fertiggestellt, der letzte Bauabschnitt war wohl der 1578 vollendete Turm. Zwar wurde Kilb bereits 1080 als Pfarre urkundlich erwähnt, über das damalige Kirchengebäude sind jedoch keine Aufzeichnungen überliefert. | BDA-Hist.: Q23541704 Status: § 2a Stand der BDA-Liste: 2025-06-30 Name: Kath. Pfarrkirche hll. Simon und Judas GstNr.: .95 Pfarrkirche Kilb                                                                                                   |
| ja   | Datei hochladen | Figurenbildstock, hl. Johannes Nepomuk HERIS-ID: 78017 Objekt-ID: 91657                                            | vor Kirchenplatz 2 Standort KG: Kilb                     | Die Johannes-Nepomuk-Statue auf dem Kirchenplatz von Kilb wurde laut der Inschriftentafel am Sockel im Jahre 1840 auf Veranlassung des Marktrichters Simon Eder errichtet. | BDA-Hist.: Q38151129 Status: § 2a Stand der BDA-Liste: 2025-06-30 Name: Figurenbildstock, hl. Johannes Nepomuk GstNr.: 1379/6 Johannes Nepomuk Kilb                                                                                           |
| ja   | Datei hochladen | Pfarrhof und ehem. Rossstall HERIS-ID: 78008 Objekt-ID: 91648                                                      | Kirchenweg 2 Standort KG: Kilb                           | Im Zuge der ersten Wiener Türkenbelagerung wurde der Pfarrhof von Kilb von umherstreifenden türkischen Truppen schwer in Mitleidenschaft gezogen. 1850 erhielt er unter dem Pfarrer Koloman Wiest sein zweites Obergeschoß. | BDA-Hist.: Q38151066 Status: § 2a Stand der BDA-Liste: 2025-06-30 Name: Pfarrhof und ehem. Rossstall GstNr.: .93/1, 827/1, 1257/2 Pfarrhof und ehem. Rossstall Kilb                                                                           |
| ja   | Datei hochladen | Schloss Grünbichl/Grünbühel HERIS-ID: 34164 Objekt-ID: 32146                                                       | Grünbichl 3 Standort KG: Kilb                            | Das dreigeschoßige Schloss mit rechteckigem Grundriss, fünf Fensterachsen an jeder Seite und vier Ecktürmen geht auf einen mittelalterlichen Wehrbau zurück, der im 16. Jahrhundert im Stil der Renaissance umgebaute wurde und 1830 sein klassizistisches Aussehen erhielt. | BDA-Hist.: Q17591773 Status: Bescheid Stand der BDA-Liste: 2025-06-30 Name: Schloss Grünbichl/Grünbühel GstNr.: .16, .18/1, .18/5, .18/6 Schloss Grünbühel (Lower Austria)                                                                    |
| ja   | Datei hochladen | Ehem. Bürgerspital HERIS-ID: 59385 Objekt-ID: 70645                                                                | St.Pöltnerstraße 2 Standort KG: Kilb                     | Das Gebäude wurde um 1570 als Ersatz für ein bereits 1409 erwähntes Haus namens „Siechenbichl“ errichtet, um Obdach für verarmte Menschen zu bieten, die in der Vogtei und im Gut Grünbichl beschäftigt waren. 1766 wurde es zu einem Spital für alle Bürger ausgebaut. Später wurde es unter anderem zu Wohnzwecken vermietet, diente als Feuerwehrdepot, zur Internierung Kriegsgefangener und als Gemeindekotter. Im 20./21. Jahrhundert wurde das Untergeschoß als Gemeindebücherei und für Ausstellungszwecke adaptiert. Im Obergeschoß befinden sich Wohnungen. | BDA-Hist.: Q38087148 Status: § 2a Stand der BDA-Liste: 2025-06-30 Name: Ehem. Bürgerspital GstNr.: .79 Ehem. Bürgerspital Kilb |
| ja   | Datei hochladen | Hansingerbrücke, Einsteigturm 68 HERIS-ID: 111618 Objekt-ID: 129607seit 2012                                       | Standort siehe Beschreibung KG: Rametzberg               | Die II. Wiener Hochquellenwasserleitung ist eine 183 Kilometer lange Trinkwasser-Versorgungsleitung für die Stadt Wien. Sie wurde auf Betreiben von Karl Lueger errichtet und nach zehnjähriger Bauzeit am 2. Dezember 1910 als II. Kaiser-Franz-Josef-Hochquellenleitung eröffnet. In diesem Abschnitt befinden sich die Kanalbrücke Hansingerbrücke (Lage) und der Einsteigturm 68 (Lage). | BDA-Hist.: Q37825505 Status: Bescheid Stand der BDA-Liste: 2025-06-30 Name: Hansingerbrücke, Einsteigturm 68 GstNr.: 424/1, 1227, 812/2, 1231 Hochquellenwasserleitung in Kilb                                                                |
| ja   | Datei hochladen | Sierningbachaquädukt HERIS-ID: 111619 Objekt-ID: 129608seit 2012                                                   | Standort KG: Rametzberg                                  | Die II. Wiener Hochquellenwasserleitung ist eine 183 Kilometer lange Trinkwasser-Versorgungsleitung für die Stadt Wien. Sie wurde auf Betreiben von Karl Lueger errichtet und nach zehnjähriger Bauzeit am 2. Dezember 1910 als II. Kaiser-Franz-Josef-Hochquellenleitung eröffnet. | BDA-Hist.: Q37825517 Status: Bescheid Stand der BDA-Liste: 2025-06-30 Name: Sierningbachaquädukt GstNr.: 1217/3, 413, 784, 786 |
| ja   | Datei hochladen | Kanalbrücke Teufelsbach HERIS-ID: 111617 Objekt-ID: 129606seit 2012                                                | Standort KG: Rametzberg                                  | Die Kanalbrücke Teufelsbach verbindet die Katastralgemeinden Kettenreith (siehe dort) und Rametzberg. Anmerkung: Das Grundstück mit der Nummer 1220/2 liegt nicht im Objektbereich. | BDA-Hist.: Q37825493 Status: Bescheid Stand der BDA-Liste: 2025-06-30 Name: Kanalbrücke Teufelsbach GstNr.: 1239, 1220/2 Kanalbrücke Teufelsbach Kilb                                                                                         |